# Leucania musakensis
Leucania musakensis är en fjärilsart som beskrevs av François Louis Nompar de Caumont de Laporte 1977. Leucania musakensis ingår i släktet Leucania och familjen nattflyn. Inga underarter finns listade i Catalogue of Life.